# Luís Moreira Testa
Luís David Trindade Moreira Testa (20 de janeiro de 1978) é um jurista, deputado e político português. Ele é deputado à Assembleia da República na XIV legislatura pelo Partido Socialista. É licenciado em Direito.